# Alhassane Keita
Alhassane Keita Otchico (ur. 26 czerwca 1983 w Konakry) – piłkarz gwinejski grający na pozycji napastnika. Brat bliźniak Alsény’ego Keity.

## Kariera klubowa
Karierę piłkarską Keita rozpoczął w klubie Horoya AC ze stolicy kraju Konakry. W 1999 roku zadebiutował w jego barwach w pierwszej lidze gwinejskiej oraz zdobył Puchar Gwinei. W 2000 roku po wywalczeniu mistrzostwa Gwinei odszedł do marokańskiego Olympique Khouribga i w sezonie 2000/2001 zdobył 7 goli w tamtejszych rozgrywkach ligowych.
Po zakończeniu sezonu Gwinejczyk wyjechał do Szwajcarii i został zawodnikiem FC Zürich. 20 października 2001 zadebiutował w lidze w przegranym 1:2 wyjazdowym spotkaniu z FC Basel. Od początku sezonu 2002/2003 był podstawowym zawodnikiem Zurychu, a w nim strzelił 17 goli i był piątym strzelcem Axpo Super League. W 2005 roku zdobył z Zurychem Puchar Szwajcarii. Z kolei w sezonie 2005/2006 został mistrzem Szwajcarii, a z 20 golami na koncie został królem strzelców ligi szwajcarskiej. Łącznie przez 5 lat zdobył w barwach Zurychu 58 goli w 131 rozegranych meczach.
W sierpniu 2006 roku Keita przeszedł za 2,5 miliona euro do saudyjskiego Ittihad FC. Tam spędził dwa sezony i był w nich najlepszym strzelcem zespołu zdobywając łącznie 40 goli. W 2007 roku został z Al-Ittihad mistrzem Arabii Saudyjskiej. W 2008 roku na zasadzie wolnego transferu odszedł do RCD Mallorca, a 25 września rozegrał swoje pierwsze spotkanie w Primera División, wygrane przez Mallorkę 2:0 z Numancią. W sezonie 2008/2009 pełnił rolę rezerwowego napastnika dla Aritza Aduriza. W 2010 roku został wypożyczony do Realu Valladolid.
| Sezon   | Klub                | Kraj                         | Rozgrywki                   | Mecze | Bramki |
| ------- | ------------------- | ---------------------------- | --------------------------- | ----- | ------ |
| 1999    | Horoya AC           | Gwinea                       | Guinée Championnat National | ?     | ?      |
| 2000    | Horoya AC           | Gwinea                       | Guinée Championnat National | ?     | ?      |
| 2000/01 | Olympique Khouribga | Maroko                       | GNF 1                       | 15    | 7      |
| 2001/02 | FC Zürich           | Szwajcaria                   | Axpo Super League           | 8     | 2      |
| 2002/03 | FC Zürich           | Szwajcaria                   | Axpo Super League           | 29    | 17     |
| 2003/04 | FC Zürich           | Szwajcaria                   | Axpo Super League           | 28    | 4      |
| 2004/05 | FC Zürich           | Szwajcaria                   | Axpo Super League           | 30    | 11     |
| 2005/06 | FC Zürich           | Szwajcaria                   | Axpo Super League           | 32    | 20     |
| 2006/07 | FC Zürich           | Szwajcaria                   | Axpo Super League           | 4     | 4      |
| 2006/07 | Ittihad FC          | Arabia Saudyjska             | Premier Liga                | 22    | 12     |
| 2007/08 | Ittihad FC          | Arabia Saudyjska             | Premier Liga                | 40    | 28     |
| 2008/09 | RCD Mallorca        | Hiszpania                    | Primera División            | 24    | 5      |
| 2009/10 | RCD Mallorca        | Hiszpania                    | Primera División            | 23    | 3      |
| 2010/11 | Real Valladolid     | Hiszpania                    | Segunda División            | 6     | 0      |
| 2010/11 | Asz-Szabab Rijad    | Arabia Saudyjska             | I liga saudyjska            | 6     | 5      |
| 2011/12 | Emirates Club       | Zjednoczone Emiraty Arabskie | UAE Football League         | 6     | 2      |
| 2012/13 | Dubai CSC           | Zjednoczone Emiraty Arabskie | UAE Football League         | 10    | 1      |
| 2013/14 | FC Sankt Gallen     | Szwajcaria                   | Swiss Super League          | 20    | 4      |
| 2015    | Jacksonville Armada | Stany Zjednoczone            | NASL                        | 20    | 7      |
| 2015    | Jacksonville Armada | Stany Zjednoczone            | NASL                        | 23    | 6      |

## Kariera reprezentacyjna
W reprezentacji Gwinei Keita zadebiutował w 2004 roku. Wtedy też został powołany do kadry na Puchar Narodów Afryki 2004, jednak nie zagrał na tym turnieju w żadnym spotkaniu.